# 烏龍潭公園
烏龍潭公園（うりゅうたん-こうえん）は、中華人民共和国江蘇省南京市鼓楼区の清涼門の東側に位置している。烏龍潭の名称は晋代から使用され現在に至っている。
公園は池を取り囲むように立地し、公園内には紅楼夢の曹雪芹紀念館、烏龍壁、諸葛飲馬処などがある。かつては諸葛孔明を祀る武候祠があったが2000年頃の再開発で取り壊されている。諸葛飲馬処は諸葛孔明が呉の孫権に謁見するために訪れた際に、この地で馬に水を飲ませたので諸葛飲馬処と称されるようになった場所である。すぐ近くには諸葛孔明が馬を停め休息をとったとされる駐馬坡のある清涼山公園がある。南京に数多くある三国志関連の観光地の一つである。

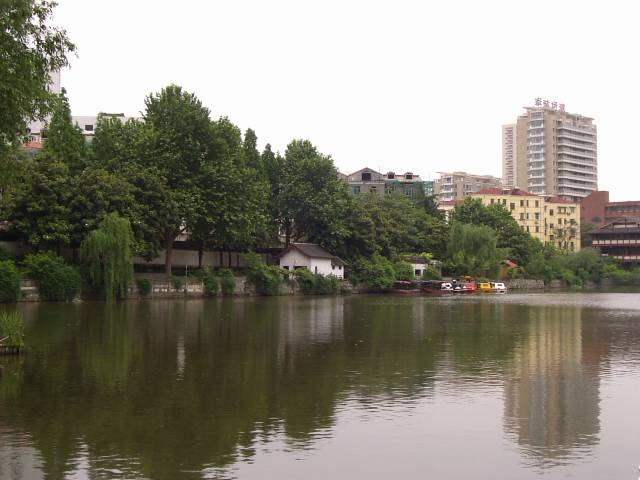
烏龍潭公園
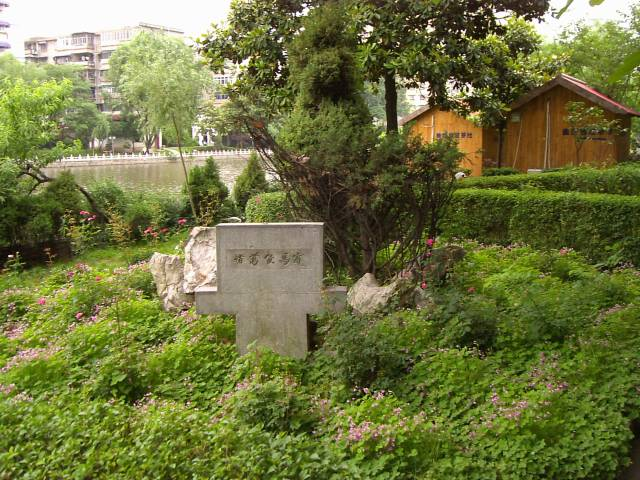
諸葛飲馬処

## 入場料
- 4元（2004年現在）

座標: 北緯32度03分 東経118度46分 / 北緯32.05度 東経118.76度